# Gejsza

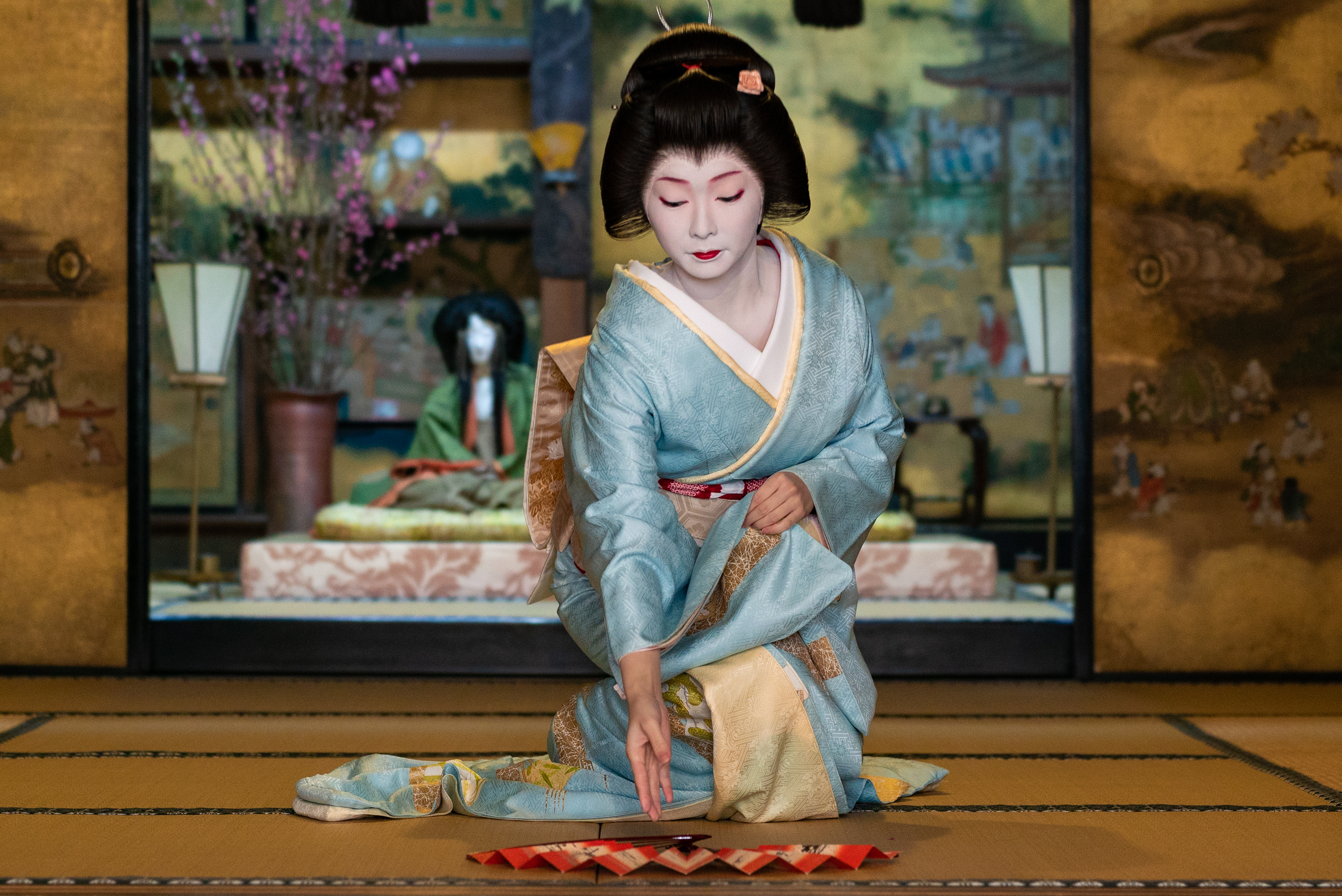
Gejsza

Gejsza (jap. 芸者 geisha; także geiko (芸子) lub geigi (芸妓)) – w Japonii kobieta o umiejętnościach artystycznych, bawiąca gości rozmową, tańcem, śpiewem i grą na instrumentach (np. na shamisenie, koto czy shakuhachi).

## Charakterystyka
Słowo geisha składa się z wyrazów: gei (sztuka) i sha (osoba). W dialekcie regionu Kansai (w tym Kioto) używa się określenia geiko.
Tradycja gejszy wywodzi się od mężczyzn-błaznów taiko-mochi (lub hōkan) (odpowiedników występujących na Zachodzie błaznów). W późniejszych czasach dołączały do tego zawodu kobiety, dla odróżnienia zwane onna-geisha, czyli „kobieta-gejsza”. Obecnie gejszami zostają wyłącznie kobiety.
Zanim kobieta zostanie gejszą, musi przejść sześcioletni okres bycia maiko.
Uczą się także dobrych manier, poznają literaturę i poezję. W Yoshiwarze i innych dzielnicach miłości gejsze były ściśle oddzielone od prostytutek. Tym niemniej tradycja gejszy wywodzi się od mężczyzn-błaznów, którzy zabawiali gości w domach publicznych. Pierwsze żeńskie gejsze również wywodziły się ze środowiska prostytutek (pierwsza kobieta, która nazywała siebie gejszą, była prostytutką z Fukagawa i pojawiła się około 1750 roku, co zbiega się ze schyłkiem oiran – ostatnią z tradycyjnych oiran datuje się na rok 1761). Gejsza potrafi prowadzić ceremonię parzenia i picia herbaty. Jest ubrana w tradycyjny strój.
Z czasem gejsze wyspecjalizowały się pracując wyłącznie jako tancerki, choć bywało, że niektóre decydowały się na prostytucję (także niektóre tancerki pracujące poza lokalami licencjonowanymi przez pewien okres wychodziły poza ściśle artystyczne zajęcia). Błędny wizerunek gejszy jako prostytutki na Zachodzie wziął się jednak przede wszystkim stąd, że Amerykanie okupujący Japonię po drugiej wojnie światowej korzystali z usług japońskich prostytutek (tzw. geisha girls), które często stylizowały się na gejsze (których tam w owym czasie się nie spotykało).
W Yoshiwara gejsze dzielono na dwie klasy: dorosłe i dziecięce, nazywane przez gości kamieniami półszlachetnymi. Wyróżniały się kunsztownymi fryzurami ozdobionymi szpilkami i eleganckimi klejnotami z wyszytymi symbolicznymi figurami. Nosiły kosztowne klejnoty, pierścienie i ozdoby ze złota i srebra. Na przyjęcia udawały się w małych grupach, przeważnie po trzy, w towarzystwie dwóch dziewcząt grających na bębenkach. Wybijały one takt, podczas gdy ich starsze koleżanki grały na shamisenie, biwa i shakuhachi i tańczyły. Prezentowały m.in. tradycyjny, zabawny taniec kappore. Istniały również całe orkiestry, złożone z 10, 15 lub 20 gejsz, wykonujących dawną muzykę religijną w czasie wielkich świąt obchodzonych w Yoshiwarze.

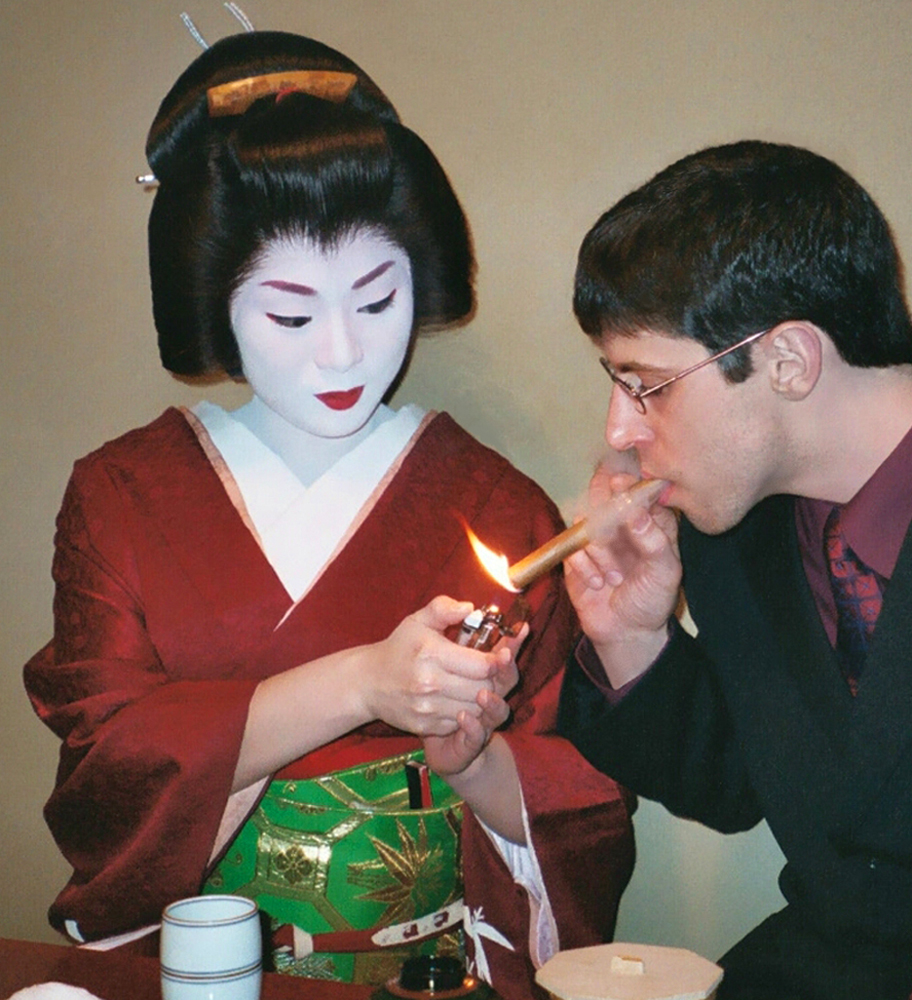
Geiko zapalająca cygaro klientowi

Gejsze zamieszkują w domach zwanych okiya (lub geisha-ya), a chadzają na przyjęcia głównie do tradycyjnych herbaciarni ochaya. Gejsze są ekspertkami ceremonii herbacianej. Początkowo ubierały się bardzo skromnie, choć ze smakiem i chlubiły się su-gao, czyli twarzą bez makijażu. W opinii Japończyków uchodziły za ideał bijin (pięknej kobiety).
Gejsze odgrywały znaczącą rolę w gospodarce i polityce Japonii. W okresie Meiji mówiono, że ambitny urzędnik powinien mieć dwa cele w życiu: wziąć za żonę gejszę i zostać ministrem. Jednak nawet gejsze nie będące żonami urzędników posiadały ogromne wpływy. Przykładem były np. O-koi-san, oficjalna metresa księcia Tarō Katsury (1848–1913), czy Momokichi, kochanka księcia Tomomiego Iwakury (1825–1883).
W ostatnich latach gejsz przybywa, głównie w Kioto. Jest to powodowane promocją tradycji przez rząd Japonii i coraz łatwiejszy dostęp do wykonywania tego zawodu. Gejsze są ważnym elementem japońskiej kultury.